# Хамфелде (Лауенбург)
Хамфелде (њем. Hamfelde) општина је у њемачкој савезној држави Шлезвиг-Холштајн. Једно је од 131 општинског средишта округа Херцогтум Лауенбург. Према процјени из 2010. у општини је живјело 444 становника. Посједује регионалну шифру (AGS) 1053049.

## Географски и демографски подаци
Хамфелде се налази у савезној држави Шлезвиг-Холштајн у округу Херцогтум Лауенбург. Општина се налази на надморској висини од 27 метара. Површина општине износи 3,5 km². У самом мјесту је, према процјени из 2010. године, живјело 444 становника. Просјечна густина становништва износи 128 становника/km².